# Радијална неуропатија
Радијална неуропатија (РН) је врста мононеуропатије која је резултат акутне трауме радијалног живца који се протеже дуж  руке. Позната је и као пролазна парестезија када је осећај привремено поремећен.

## Епидемиологија

### Учесталост
Тачна преваленција радијалне мононеуропатије је непозната, пошто тренутно у литератури нема новијих епидемиолошких студија, већ постоји само подаци у научној литератури које се састоји углавном од извештаја о појединим случајевима.
Упркос недостатку недавних студија, једна студија која је користила затворену базу података из 1990-их истраживала је повреде нерава повезане са анестезијом у Сједињеним Америчким Државама и пронашла 15 случајева повреде радијалног живца код 670 (2%) случајева у којим са описује повреда живца за разлику од 190 случајева повреде улнарног живца (у 28% случајева).

### Демографија
Нису познате расне разлике, а није уочена ни родна склоност. Иако је радијална неуропатија је пријављена у свим старосним групама, међутим, мононеуропатије су ретке међу децом и чине мање од 10% педијатријских упућивања на електромиографско тестирање, при чему је улнарна мононеуропатија чешћи облик педијатријске мононеуропатије.
Код одраслих, радијална мононеуропатија се најчешће јавља на спиралном жлебу хумеруса. Насупрот томе, ретроспективна анализа 19 деце и адолесцената узраста од једног месеца до 19 година показала је доминантну локализацију РН на задњем међукоштаном нерву или на дисталном главном радијалном стаблу.

## Релевантна анатомија
Радијални живац је један од три главна нерва који инервишу горње удове, друга два су улнарни и средњи живац. Међу овим живцима радијални живац је један од најважнијих нервних снопова који својим нервним влакнима контролише горње удове. 
Добро познавање анатомије радијалног нерва је од суштинског значаја за разумевање уобичајених механизама и локација његове повреде (оштећења). Радијални нерв прима инервацију од Ц5 до Т1 кичмених корена. Грана се од задњег снопа брахијалног плексуса, и потом излази из пазушне јаме, постериорно до брахијалне аксиле. У надлактици, радијални нерв се грана у моторне гране до мишића трицепса и анконеуса пре него што се омота око хумеруса у спиралном жлебу (познатом и као радијални жлеб). Три сензорне гране, које снабдевају кожу преко трицепса и задњег дела подлактице, такође се одају на овом нивоу. Овде, његова близина са хумерусом чини га подложним компресији и/или трауми.
Након изласка из спиралног жлеба, радијални нерв снабдева брахиорадијални мишић пре него што пређе преко бочног епикондила у кубиталну јаму и подлактицу. Овде се радијални нерв дели на дубоку задњу међукоштану грану и сензорну грану. Задња међукоштана грана је чисти моторни нерв који снабдева супинатор, а затим зарања у супинатор кроз фасцију да би снабдевао мишиће ручног зглоба и продужетка прста. Позната као радијални тунел, ова фасција је још једно уобичајено место за оштећење нерава. Сензорна грана настаје близу лакта и путује низ подлактицу са радијалном артеријом, наниже од антеролатералног дела радијуса дубоко до брахиорадиалиса. Постаје површан на зглобу док се креће преко дисталног радијуса и преко анатомске табакерице пре него што снабдева бочни аспект леђне кости шаке и бочне три и по пфрста (палац, кажипрст, средњи прст и бочна половина домалог прста).

## Етиологија
Постоји много узрока за добијање неуропатије радијалног нерва, који укључују:
- Надлактицу - прелом кости
- Лакат - укљештење нерва
- Деформитет зглоба - лакта и мекоткивне масе
- Пазух - најчешћи узрок је компресија, али и ређе дислокација надлактице (хумеруса) или компресије брахијалног плексуса .

Механизам радијалне неуропатије је такав да може изазвати фокалну демијелинизацију и дегенерацију аксона, која може бити узрокована  лацерацијом или компресијом живца. 

### Механизми радијалних мононеуропатија
Штакама узрокована парализа
Компресивна неуропатија која је резултат продуженог, директног притиска на пазух, као што је штака. Пацијенти често имају слабост трицепса заједно са слабошћу екстензора зглоба и прста и парестезијом у задњем делу подлактице, задњој страни шаке и постеролатералном делу последње три и по прста. Збрињавање је конзервативно са удлагом зглоба и уклањањем спољне компресије, укључујући укидање примене аксиларних штака.
Парализа суботње вечери
Израз "парализа суботње  вечери" потиче од везе између суботњег ноћног провода и појаве ступора (стање утрнулости, праћеног укоченошћу), коју може изазвати продужени период непокретности током које настаје компресивна неуропатија као резултат продуженог директног притиска чврстог предмета на горњу средишњу страну руке или пазух (као што је нпр. превијање руке преко намештаја). Ова повреда се често јавља у условима интоксикације алкохолом и дубоког сна током спавања на захваћеној руци.
Пацијенти могу имати:
- моторичке симптоме, који укључујући пад зглоба и слабост у екстензији руке,
- сензорне симптоме, који укључују утрнулост, пецкање и бол у дистрибуцији радијалног нерва.

Лечење је засновано на примени НСАИЛ, стероида  и одмора заједно са удлагом поствљеном на зглоб.
Парализа меденог месеца
Парализа меденог месеца  једна је од компресивних неуропатија која укључује појаву неуропатије код особе која заспи на руци изазване  компресијом радијалног нерва. Слично презентацији парализе суботње вечери, симптоми укључују пад зглоба и сензорне дефиците који утичу на делове задњег дела подлактице, шаке и прстију. Лечење подразумева супортивну терапију са уклањањем спољашње компресије.
Преломи осовине надлактице
Преломи осовине надлактице чине 1-3% свих прелома. [ 7 ]  С обзиром на близину радијалног нерва до хумерусне кости, преломи преломи осовине надлактице су најчешћи узрок мононеуропатије радијалног нерва. На то указује метаанализа 25 студија које показује укупну преваленцију од 11,8% случајева. 
Преломи попречне спирале између средњег и дисталног дела хумеруса су вероватније повезани са повредом радијалног нерва.   
Клиничке слике варирају у зависности од локације прелома и повреде нерва. Пацијенти са преломима спиралног жлеба обично имају губитак екстензије зглоба и прста, али поштеде трицепс и екстензију руке. Пацијенти такође имају сензорне дефиците укључујући губитак осећаја у деловима задњег дела подлактице и доњег дела шаке.
Лечење радијалних мононеуропатија повезаних са отвореним преломима подразумева рану хируршку експлорацију, док се повреде услед затворених прелома иницијално збрињавају конзервативном терапијом након чега следи хируршка експлорација ако не дође до спонтаног опоравка.
Синдром супинатора (синдром задњег међукоштаног нерва)
Супинатор синдром је неуропатија укљештења на нивоу мишића супинатора у Фрохсеовој аркади (проксимална граница мишића супинатора) узрокована компресијом дубоке гране радијалног нерва који пролази између глава мишића супинатора пре него што постане задњи. међукоштани нерв. Супинатор синдром је резултат прекомерног супинатора или пронације и обично се јавља код тенисера. Пацијенти могу имати бол у лакту и бочној надлактици и слабост у екстензији прста. Сензорна функција је очувана, јер се површински радијални нерв грана изнад Фрохсеове аркаде. Лечење укључује нехируршко лечење са удлагом, НСАИЛ и модификацијом активности. Хируршка декомпресија може бити индикована ако конзервативно лечење не успе.
Синдром радијалног тунела
Ово је компресивна неуропатија задњег међукоштаног нерва у проксималној подлактици која се манифестује болом преко радијалног тунела, који се налази дуж бочне стране подлактице. Иако је сличан синдрому супинатора, синдром радијалног тунела нема моторичку слабост. Лечење је слично синдрому супинатора.
Површна радијална неуропатија
Ово је неуропатија компресије или укљештења површног радијалног нерва преко бочног зглоба коју карактеришу сензорни поремећаји укључујући бол, утрнулост и/или пецкање у дорзалном и радијалном делу ручног зглоба и шаке. Такође позната као неуропатија лисица, површинска радијална неуропатија може бити резултат затегнутих лисица или каишева за сат. Лечење је углавном конзервативно уз уклањање извора спољашње компресије.

## Клиничка слика
Клинички знаци и симптоми радијалне неуропатије варирају у зависности од тежине трауме; међутим, уобичајени симптоми могу укључивати:
- лабавост зглоба,
- утрнулост полеђине шаке и ручног зглоба
- немогућност вољног исправљања прстију.

Губитак екстензије зглоба настаје услед губитка способности кретања задњег дела мишића подлактице.  У случају посекотина у пределу ручног зглоба, симптом би стога био сензорни. 
Поред тога, у зависности од врсте трауме, могу бити захваћени и други нерви као што су средњи нерв и аксиларни нерви. 

## Дијагноза
Многим пацијентима са јасном медицинском историјом и физичким прегледом можда неће бити потребно додатно дијагностичко тестирање јер су процена и дијагноза првенствено клиничке природе.
Додатне дијагностичке методе, међутим, могу бити корисне за процену потенцијалних компликација и узрока, као и за одређивање прогнозе.
Да би се направила разлика између цервикалних радикулопатија, брахијалних плексопатија и периферних неуропатија, електромиографија и студије нервне проводљивости могу анатомски локализовати лезије.
Ултразвук је јефтин и нискоризичан модалитет који може помоћи у визуализацији нерава и уочавања подручја поремећаја или оштећења. Такође може бити од велике помоћи у раном откривању очигледног поремећаја нерава и убрзању ране хируршке интервенције у овим случајевима.
Магнетна резонанца (МРИ) може да пружи фине детаље које ултразвук не може, а такође може да идентификује који су мишићи захваћени. Такође може прегледати додатне процесе болести, неуролошке поремећаје и уочљиве масе ткива.
Рендгенско снимање може открити преломе, дислокације и коштане туморе који могу бити извор оштећења нерава.

## Терапија
Врста терапија зависи од места и узрока лезије.

### Конзервативна терапија
Када је лезија последица спољашње компресије на спиралном жлебу, индиковано је уклањање извора компресије и конзервативно лечење.
Физикална терапија, радна (ручна) терапија и удвајање зглоба помажу у поновном успостављању функционалне употребе шаке.
Ако је лезија последица прелома надлакатне кости, прелом се мора пажљиво репонирати како би се избегле даље повреде. Ово може захтевати спољну фиксацију.
Ако се опоравак не примети у року од неколико месеци, онда се мора приступити истраживању места компресије или трансекције са могућом хируршком реанастомозом.
Код задњих међукоштаних неуропатија, треба избегавати понављајућу супинацију подлактице.
Код лезија дисталних радијалних сензорних нерава, лечење је типично конзервативно.
Орални или локални НСАИЛ заједно са ињекцијама кортикостероида могу се користити за ублажавање болова.

### Хируршка терапија
Хируршка терапија се може размотрити за хроничну компресивну лезију или трансекцију.
Хируршка експлорација је често индикована за ослобађање нерва из везаних тачака на подлактици.
Локализација лезије пре операције путем ЕМГ-а је важна да би се помогло хирургу да идентификује који је део нерва највероватније захваћен.
Када се сумња на трансекцију као механизам повреде, индиковано је конзервативно лечење током неколико месеци како би се утврдило да није дошло до поновног раста нерва, било клинички или електродијагностичким мерама.
Ако се не потврди регенерација или је неадекватна регенерација, може се приступити хируршком лечењу са могућом поновном анастомозом.
Селективни трансфер тетива може омогућити екстензију прста и екстензију палца у случајевима дуготрајних, непоправљивих лезија радијалног нерва.
Није постигнут консензус у погледу потребе и времена хируршке терапије за лечење парализе радијалног нерва са пратећим преломом хумеруса.

## Прогноза
Радијална неуропатија није нужно трајна, иако може доћи до делимичног губитка покрета или осећаја. Компликације укључују деформитет шаке код неких особа.  Ако је повреда аксонална (оштећено је само нервно влакно), опоравак може потрајати месецима или годинама, а потпуни опоравак можда никада неће наступити. ЕМГ и студије нервне проводљивости се обично спроводе да би се дијагностиковао обим и дистрибуција оштећења и да би се помогло у прогнози опоравка.
Компресивној неуропраксији радијалног нерва потребно је између 2 и 12 недеља да се опорави. Уобичајено је да се тешка моторичка слабост шаке која траје само неколико минута до сати приписује неуропраксији радијалног нерва 